# Try Honesty / Living in the Shadows
Try Honesty / Living in the Shadows — мініальбом канадського гурту Billy Talent, виданий у 2003 році. Містить два демо трека, які пізніше увійшли до першого студійного альбому гурту Billy Talent.

## Список пісень
Всі пісні написані учасниками гурта Billy Talent.
1. «Try Honesty» (Demo) — 4:13
2. «Living In The Shadows» (Demo) — 3:15